# Dyskografia Kasabian
Dyskografia Kasabian, angielskiego zespołu indierockowego, składa się z ośmiu albumów studyjnych, dwóch albumów koncertowych, czterech albumów kompilacyjnych, siedmiu minialbumów, 36 singli i 31 teledysków (stan na czerwiec 2025 roku).
Albumami studyjnymi są: Kasabian (2004), Empire (2006), West Ryder Pauper Lunatic Asylum (2009), Velociraptor! (2011), 48:13 (2014), For Crying Out Loud (2017), The Alchemist's Euphoria (2022) i Happenings (2024).

## Albumy

### Albumy studyjne
| Rok                                                     | Tytuł                            | Szczegóły                                                                                             | Najwyższa pozycja na liście | Najwyższa pozycja na liście | Najwyższa pozycja na liście | Najwyższa pozycja na liście | Najwyższa pozycja na liście | Najwyższa pozycja na liście | Najwyższa pozycja na liście | Najwyższa pozycja na liście | Najwyższa pozycja na liście | Najwyższa pozycja na liście | Najwyższa pozycja na liście | Certyfikaty (status)                            |
| Rok                                                     | Tytuł                            | Szczegóły                                                                                             | UK                          | AUS                         | FRA                         | GER                         | IRE                         | ITA                         | JPN                         | NLD                         | POL                         | SWI                         | US                          | Certyfikaty (status)                            |
| ------------------------------------------------------- | -------------------------------- | --- | --------------------------- | --------------------------- | --------------------------- | --------------------------- | --------------------------- | --------------------------- | --------------------------- | --------------------------- | --------------------------- | --------------------------- | --------------------------- | ----------------------------------------------- |
| 2004                                                    | Kasabian                         | - Data: 6 września 2004 - Wydawca: RCA, Arista - Format: CD, DualDisc, 2×10", digital download        | 4                           | —                           | 70                          | —                           | 22                          | 56                          | 17                          | 72                          | —                           | —                           | 94                          | - BPI: 3× Platyna - RIAJ: Złoto                 |
| 2006                                                    | Empire                           | - Data: 28 sierpnia 2006 - Wydawca: Columbia, RCA, Sony - Format: CD, CD/DVD, 2×10", digital download | 1                           | —                           | 56                          | 68                          | 3                           | 40                          | 8                           | —                           | —                           | 47                          | 114                         | - BPI: 2× Platyna - ARIA: Złoto - IRMA: Platyna |
| 2009                                                    | West Ryder Pauper Lunatic Asylum | - Data: 8 czerwca 2009 - Wydawca: Columbia, RCA, Sony - Format: CD, CD/DVD, 2×10", digital download   | 1                           | 11                          | 30                          | 53                          | 4                           | —                           | 11                          | 85                          | —                           | 27                          | 126                         | - BPI: 3× Platyna - ARIA: Złoto - IRMA: Platyna |
| 2011                                                    | Velociraptor!                    | - Data: 19 września 2011 - Wydawca: Columbia, Sony - Format: CD, CD/DVD, 2×10", digital download      | 1                           | 8                           | 14                          | 22                          | 2                           | 11                          | 10                          | 37                          | 13                          | 10                          | —                           | - BPI: 2× Platyna - FIMI: Złoto - OLiS: Złoto   |
| 2014                                                    | 48:13                            | - Data: 9 czerwca 2014 - Wydawca: Columbia, Sony, Harvest - Format: CD, 2×10", digital download       | 1                           | 11                          | 46                          | 26                          | 2                           | 6                           | 21                          | 28                          | 12                          | 11                          | —                           | - BPI: Platyna                                  |
| 2017                                                    | For Crying Out Loud              | - Data: 5 maja 2017 - Wydawca: Sony - Format: CD, 2CDs, LP, CC, digital download                      | 1                           | 21                          | 60                          | 27                          | 2                           | 7                           | 17                          | 35                          | 15                          | 12                          | —                           | - BPI: Złoto                                    |
| 2022                                                    | The Alchemist's Euphoria         | - Data: 12 sierpnia 2022 - Wydawca: Sony - Format: CD, LP, CC, digital download                       | 1                           | —                           | —                           | 63                          | 80                          | —                           | 69                          | —                           | —                           | 26                          | —                           |                                                 |
| 2024                                                    | Happenings                       | - Data: 5 lipca 2024 - Wydawca: Sony - Format: CD, LP, digital download                               | 1                           | —                           | —                           | —                           | —                           | —                           | —                           | —                           | —                           | 90                          | —                           |                                                 |
| „—” oznacza, że album nie był notowany na danej liście. |                                  | |                             |                             |                             |                             |                             |                             |                             |                             |                             |                             |                             |                                                 |
| [ 4 ] [ 5 ]                                             | [ 4 ] [ 5 ]                      | [ 4 ] [ 5 ]                                                                                           | [ 6 ]                       | [ 7 ]                       | [ 7 ]                       | [ 7 ]                       | [ 8 ]                       | [ 7 ]                       | [ 9 ]                       | [ 7 ]                       |                             | [ 7 ]                       | [ 10 ]                      | [ 11 ] [ 12 ] [ 13 ] [ 14 ] [ 15 ] [ 16 ]       |

### Albumy koncertowe
| Rok                                                     | Tytuł                     | Szczegóły                                                           | Najwyższa pozycja na liście | Najwyższa pozycja na liście |
| Rok                                                     | Tytuł                     | Szczegóły                                                           | UK Video                    | JPN DVD                     |
| ------------------------------------------------------- | ------------------------- | ------------------------------------------------------------------- | --------------------------- | --------------------------- |
| 2005                                                    | Live from Brixton Academy | - Data: 4 lipca 2005 - Wydawca: Columbia - Format: digital download | —                           | —                           |
| 2012                                                    | Live!                     | - Data: 25 lipca 2012 - Wydawca: Eagle - Format: CD/DVD, Blu-ray    | 3                           | 41                          |
| „—” oznacza, że album nie był notowany na danej liście. |                           |                                                                     |                             |                             |
| [ 17 ] [ 18 ] [ 19 ]                                    | [ 17 ] [ 18 ] [ 19 ]      | [ 17 ] [ 18 ] [ 19 ]                                                | [ 20 ]                      | [ 21 ]                      |

### Kompilacje
| Rok                                                     | Tytuł                                           | Szczegóły                                                                         | Najwyższa pozycja na liście | Najwyższa pozycja na liście | Certyfikaty (status) |
| Rok                                                     | Tytuł                                           | Szczegóły                                                                         | UK                          | SCO                         | Certyfikaty (status) |
| ------------------------------------------------------- | ----------------------------------------------- | --------------------------------------------------------------------------------- | --------------------------- | --------------------------- | -------------------- |
| 2010                                                    | Kasabian: The Albums                            | - Data: 14 czerwca 2010 - Wydawca: Columbia - Format: CD, digital download        | 22                          | 7                           | - BPI: Srebro        |
| 2011                                                    | Empire/West Ryder Pauper Lunatic Asylum         | - Data: 16 listopada 2011 - Wydawca: Sony - Format: CD, digital download          | —                           | —                           |                      |
| 2013                                                    | Kasabian/Empire                                 | - Data: 18 marca 2013 - Wydawca: Sony, Columbia - Format: CD, digital download    | 174                         | 78                          |                      |
| 2014                                                    | West Ryder Pauper Lunatic Asylum /Velociraptor! | - Data: 29 sierpnia 2014 - Wydawca: Sony, Columbia - Format: CD, digital download | —                           | —                           |                      |
| „—” oznacza, że album nie był notowany na danej liście. |                                                 |                                                                                   |                             |                             |                      |
| [ 4 ] [ 5 ]                                             | [ 4 ] [ 5 ]                                     | [ 4 ] [ 5 ]                                                                       | [ 6 ] [ 22 ]                | [ 6 ] [ 22 ]                | [ 11 ]               |

## Minialbumy
| Rok                                                     | Tytuł                            | Szczegóły                                                                       | Najwyższa pozycja na liście | Najwyższa pozycja na liście | Najwyższa pozycja na liście |
| Rok                                                     | Tytuł                            | Szczegóły                                                                       | UK Down.                    | UK Phys.                    | JPN                         |
| ------------------------------------------------------- | -------------------------------- | ------------------------------------------------------------------------------- | --------------------------- | --------------------------- | --------------------------- |
| 2006                                                    | Empire EP                        | - Data: 23 sierpnia 2006 - Wydawca: BMG Japan - Format: CD (tylko Japonia)      | —                           | —                           | 104                         |
| 2007                                                    | iTunes Live: London Festival '07 | - Data: 6 sierpnia 2007 - Wydawca: BMG - Format: digital download               | —                           | —                           | —                           |
| 2007                                                    | Fast Fuse                        | - Data: 2 października 2007 - Wydawca: RCA - Format: 10"                        | —                           | 28                          | —                           |
| 2008                                                    | Discover Kasabian                | - Data: 25 lipca 2008 - Wydawca: Sony - Format: digital download (tylko Europa) | —                           | —                           | —                           |
| 2009                                                    | West Ryder EP                    | - Data: 18 maja 2009 - Wydawca: Sony Music Germany - Format: CD (tylko Niemcy)  | —                           | —                           | —                           |
| 2009                                                    | iTunes Live: London Festival '09 | - Data: 27 lipca 2009 - Wydawca: Sony BMG - Format: digital download            | 8                           | —                           | —                           |
| 2011                                                    | iTunes Festival: London 2011     | - Data: 26 lipca 2011 - Wydawca: Sony BMG - Format: digital download            | 10                          | —                           | —                           |
| „—” oznacza, że album nie był notowany na danej liście. |                                  |                                                                                 |                             |                             |                             |
| [ 4 ] [ 5 ]                                             | [ 4 ] [ 5 ]                      | [ 4 ] [ 5 ]                                                                     | [ 6 ]                       | [ 6 ]                       | [ 9 ]                       |

## Single
| Rok | Tytuł                             | Najwyższa pozycja na liście | Najwyższa pozycja na liście | Najwyższa pozycja na liście | Najwyższa pozycja na liście | Najwyższa pozycja na liście | Najwyższa pozycja na liście | Najwyższa pozycja na liście | Najwyższa pozycja na liście | Najwyższa pozycja na liście | Najwyższa pozycja na liście | Najwyższa pozycja na liście | Certyfikaty (status)            | Album                            |
| Rok | Tytuł                             | UK                          | AUS                         | AUT                         | BEL (WA)                    | EU                          | IRE                         | ITA                         | JPN                         | NLD                         | POL (LP3)                   | US Alt.                     | Certyfikaty (status)            | Album                            |
| --- | --------------------------------- | --------------------------- | --------------------------- | --------------------------- | --------------------------- | --------------------------- | --------------------------- | --------------------------- | --------------------------- | --------------------------- | --------------------------- | --------------------------- | ------------------------------- | -------------------------------- |
| 2003 | „Processed Beats” (demo)          | —                           | —                           | —                           | —                           | —                           | —                           | —                           | —                           | —                           | —                           | —                           |                                 | brak                             |
| 2004 | „Reason Is Treason”               | —                           | —                           | —                           | —                           | —                           | —                           | —                           | —                           | —                           | —                           | —                           |                                 | Kasabian                         |
| 2004 | „Club Foot”                       | 19                          | —                           | —                           | —                           | —                           | —                           | —                           | —                           | —                           | —                           | 27                          | - BPI: Platyna                  | Kasabian                         |
| 2004 | „L.S.F. (Lost Souls Forever)”     | 10                          | —                           | —                           | —                           | —                           | —                           | 17                          | —                           | 88                          | —                           | 32                          | - BPI: Złoto                    | Kasabian                         |
| 2004 | „Processed Beats”                 | 17                          | —                           | —                           | —                           | —                           | —                           | —                           | —                           | 30                          | —                           | —                           |                                 | Kasabian                         |
| 2005 | „Cutt Off”                        | 8                           | —                           | —                           | —                           | —                           | —                           | —                           | —                           | —                           | —                           | —                           |                                 | Kasabian                         |
| 2006 | „Empire”                          | 9                           | —                           | —                           | —                           | 19                          | 32                          | —                           | —                           | —                           | 36                          | —                           | - BPI: Srebro                   | Empire                           |
| 2006 | „Shoot the Runner”                | 17                          | —                           | —                           | —                           | —                           | —                           | —                           | —                           | —                           | —                           | —                           | - BPI: Złoto                    | Empire                           |
| 2007 | „Me Plus One”                     | 22                          | —                           | —                           | —                           | —                           | —                           | —                           | —                           | —                           | —                           | —                           |                                 | Empire                           |
| 2009 | „Fire”                            | 3                           | 41                          | —                           | —                           | 3                           | 31                          | —                           | 53                          | —                           | 40                          | —                           | - BPI: 2× Platyna - ARIA: Złoto | West Ryder Pauper Lunatic Asylum |
| 2009 | „Where Did All the Love Go?”      | 30                          | —                           | —                           | —                           | —                           | —                           | —                           | —                           | —                           | 20                          | —                           | - BPI: Srebro                   | West Ryder Pauper Lunatic Asylum |
| 2009 | „Underdog”                        | 32                          | —                           | 45                          | —                           | —                           | 45                          | —                           | 17                          | —                           | —                           | —                           | - BPI: Platyna                  | West Ryder Pauper Lunatic Asylum |
| 2010 | „Vlad the Impaler”                | 114                         | —                           | —                           | —                           | —                           | —                           | —                           | —                           | —                           | —                           | —                           |                                 | West Ryder Pauper Lunatic Asylum |
| 2011 | „Days Are Forgotten”              | 28                          | —                           | —                           | 45                          | —                           | —                           | 31                          | 10                          | —                           | 8                           | —                           |                                 | Velociraptor!                    |
| 2011 | „Re-Wired”                        | 96                          | —                           | —                           | —                           | —                           | —                           | —                           | —                           | —                           | 26                          | —                           | - BPI: Srebro                   | Velociraptor!                    |
| 2012 | „Goodbye Kiss”                    | 76                          | —                           | —                           | —                           | —                           | —                           | 9                           | —                           | —                           | 18                          | —                           | - FIMI: Platyna                 | Velociraptor!                    |
| 2012 | „Man of Simple Pleasures”         | —                           | —                           | —                           | —                           | —                           | —                           | 86                          | —                           | —                           | 25                          | —                           |                                 | Velociraptor!                    |
| 2014 | „Eez-eh”                          | 22                          | —                           | —                           | —                           | —                           | 38                          | 40                          | 30                          | —                           | 36                          | —                           | - BPI: Srebro                   | 48:13                            |
| 2014 | „Bumblebeee”                      | 165                         | —                           | —                           | —                           | —                           | —                           | —                           | —                           | —                           | 45                          | —                           |                                 | 48:13                            |
| 2014 | „Bow”                             | —                           | —                           | —                           | —                           | —                           | —                           | —                           | —                           | —                           | —                           | —                           |                                 | 48:13                            |
| 2014 | „Stevie”                          | —                           | —                           | —                           | —                           | —                           | —                           | —                           | —                           | —                           | 49                          | —                           |                                 | 48:13                            |
| 2017 | „You're in Love with a Psycho”    | 62                          | —                           | —                           | —                           | —                           | —                           | 99                          | —                           | —                           | 23                          | —                           | - BPI: Platyna                  | For Crying Out Loud              |
| 2017 | „Comeback Kid”                    | —                           | —                           | —                           | —                           | —                           | —                           | —                           | —                           | —                           | —                           | —                           |                                 | For Crying Out Loud              |
| 2017 | „Are You Looking for Action?”     | —                           | —                           | —                           | —                           | —                           | —                           | —                           | —                           | —                           | —                           | —                           |                                 | For Crying Out Loud              |
| 2017 | „Ill Ray (The King)”              | —                           | —                           | —                           | —                           | —                           | —                           | —                           | —                           | —                           | —                           | —                           | - BPI: Srebro                   | For Crying Out Loud              |
| 2017 | „Bless This Acid House”           | —                           | —                           | —                           | —                           | —                           | —                           | —                           | —                           | —                           | —                           | —                           |                                 | For Crying Out Loud              |
| 2021 | „Alygatyr”                        | —                           | —                           | —                           | —                           | —                           | —                           | —                           | —                           | —                           | ×                           | —                           |                                 | The Alchemist's Euphoria         |
| 2022 | „Scriptvre”                       | —                           | —                           | —                           | —                           | —                           | —                           | —                           | —                           | —                           | ×                           | —                           |                                 | The Alchemist's Euphoria         |
| 2022 | „Chemicals”                       | —                           | —                           | —                           | —                           | —                           | —                           | —                           | —                           | —                           | ×                           | —                           |                                 | The Alchemist's Euphoria         |
| 2022 | „The Wall”                        | —                           | —                           | —                           | —                           | —                           | —                           | —                           | —                           | —                           | ×                           | —                           |                                 | The Alchemist's Euphoria         |
| 2022 | „Strictly Old Skool”              | —                           | —                           | —                           | —                           | —                           | —                           | —                           | —                           | —                           | ×                           | —                           |                                 | The Alchemist's Euphoria         |
| 2023 | „Rocket Fuel” (feat. The Prodigy) | —                           | —                           | —                           | —                           | —                           | —                           | —                           | —                           | —                           | ×                           | —                           |                                 | The Alchemist's Euphoria         |
| 2023 | „Algorithms”                      | —                           | —                           | —                           | —                           | —                           | —                           | —                           | —                           | —                           | ×                           | —                           |                                 | Happenings                       |
| 2024 | „Call”                            | —                           | —                           | —                           | —                           | —                           | —                           | —                           | —                           | —                           | ×                           | —                           |                                 | Happenings                       |
| 2024 | „Coming Back to Me Good”          | —                           | —                           | —                           | —                           | —                           | —                           | —                           | —                           | —                           | ×                           | —                           |                                 | Happenings                       |
| 2024 | „Darkest Lullaby”                 | —                           | —                           | —                           | —                           | —                           | —                           | —                           | —                           | —                           | ×                           | —                           |                                 | Happenings                       |
| „—” oznacza, że singel nie był notowany na danej liście. „×” oznacza okresy, w których listy nie istniały bądź nie były archiwizowane. |                                   |                             |                             |                             |                             |                             |                             |                             |                             |                             |                             |                             |                                 |                                  |
| [ 4 ] [ 5 ] | [ 4 ] [ 5 ]                       | [ 6 ]                       | [ 7 ]                       | [ 7 ]                       | [ 7 ]                       | [ 29 ]                      | [ 8 ]                       | [ 7 ]                       | [ 30 ]                      | [ 7 ]                       | [ 31 ]                      | [ 32 ]                      | [ 11 ] [ 33 ]                   | [ 4 ] [ 5 ]                      |

## Teledyski
| Rok  | Tytuł                                     | Reżyseria          | Źr.    |
| ---- | ----------------------------------------- | ------------------ | ------ |
| 2004 | „Reason Is Treason”                       | Scott Lyon         | [ 34 ] |
| 2004 | „Club Foot”                               | W.I.Z.             | [ 34 ] |
| 2004 | „L.S.F. (Lost Souls Forever)” (wersja 1.) | W.I.Z.             | [ 34 ] |
| 2004 | „Processed Beats”                         | Jason Smith        | [ 34 ] |
| 2004 | „Cutt Off”                                | Simon & Jon        | [ 34 ] |
| 2005 | „L.S.F. (Lost Souls Forever)” (wersja 2.) | AV Club            | [ 34 ] |
| 2006 | „Empire”                                  | W.I.Z.             | [ 34 ] |
| 2006 | „Shoot the Runner”                        | Alex & Martin      | [ 34 ] |
| 2006 | „Me Plus One”                             | Scott Lyon         | [ 35 ] |
| 2009 | „Vlad the Impaler”                        | Richard Ayoade     | [ 35 ] |
| 2009 | „Fire”                                    | W.I.Z.             | [ 35 ] |
| 2009 | „Underdog”                                | Charlie Lightening | [ 35 ] |
| 2009 | „Where Did All the Love Go?”              | Charles Mehling    | [ 35 ] |
| 2011 | „Switchblade Smiles”                      | Aitor Throup       | [ 35 ] |
| 2011 | „Days Are Forgotten”                      | AB/CD/CD           | [ 35 ] |
| 2011 | „Re-Wired”                                | Thomas Carty       | [ 35 ] |
| 2012 | „Goodbye Kiss”                            | Charlie Lightening | [ 35 ] |
| 2012 | „Man of Simple Pleasures”                 | Aitor Throup       | [ 35 ] |
| 2012 | „Neon Noon”                               | Sergio Pizzorno    | [ 35 ] |
| 2014 | „Eez-eh”                                  | Aitor Throup       | [ 35 ] |
| 2014 | „Bumblebeee”                              | Alex Courtes       | [ 35 ] |
| 2014 | „Stevie”                                  | Ninian Doff        | [ 35 ] |
| 2014 | „Bow”                                     | Aitor Throup       | [ 36 ] |
| 2017 | „You're in Love with a Psycho”            | W.I.Z.             | [ 35 ] |
| 2017 | „Bless This Acid House”                   | W.I.Z.             | [ 37 ] |
| 2017 | „Are You Looking For Action?”             | Sergio Pizzorno    | [ 38 ] |
| 2017 | „Ill Ray (The King)”                      | Dan Cadan          | [ 39 ] |
| 2022 | „Scriptvre”                               | Rawtape            | [ 40 ] |
| 2022 | „Chemicals”                               | LOOSE              | [ 41 ] |
| 2024 | „Call”                                    | Waxxwork           | [ 42 ] |
| 2024 | „Darkest Lullaby”                         | Bedroom            | [ 35 ] |